# Chratze
Chratze ist ein Kartenspiel, das hauptsächlich in der Deutschschweiz und somit wahlweise mit französischen oder deutschen/deutschschweizer Jasskarten gespielt wird, und bildet eine der vielen Varianten des Jass. Es kann theoretisch von 2 bis 7 Spielern gespielt werden, optimal sind 4 bis 5 Spieler.

## Grundlegendes
Gespielt wird mit einem Kartenspiel von 4 Farben à 9 Karten (somit insgesamt 36 Karten). Jeder Spieler hat 4 Karten (wobei es noch die Möglichkeit zu tauschen gibt) und muss wahlweise 2 Stiche (chratze) oder 1 Stich (metcho / dabei) machen, oder ist aus dem Spiel (weg / fort).

## Geben
Der Geber ist solange Geber, wie niemand beschliesst, das Spiel zu machen (zu chratzen); wurde gechratzt, so wechselt der Geber im Gegenuhrzeigersinn.
Der Geber mischt die Karten und lässt den Spieler links von ihm abheben. Anschliessend verteilt er im Gegenuhrzeigersinn jedem Spieler 2 Karten, am Schluss sich selbst ebenfalls 2 und deckt eine dritte Karte für jeden sichtbar auf dem Tisch auf. Diese dritte Karte zeigt die Trumpffarbe an. Anschliessend erhält jeder Spieler abermals 2 Karten, so dass jeder 4 Karten in der Hand hält. Die restlichen Karten werden als Stapel neben die aufgedeckte Trumpfkarte gelegt – sie werden später zum Tauschen von Karten benötigt.

## Chratze, metcho, weg
Der erste Spieler nach dem Geber ist zuerst mit Ansagen an der Reihe.
Dabei gibt es zwei Möglichkeiten:
- Chratze oder
- weg / fort

Chratze bedeutet, dass der Spieler 2 Stiche machen muss, weg bedeutet, dass er sich vorläufig aus dem Spiel verabschiedet. Die Runde geht im Gegenuhrzeigersinn weiter, bis jemand chratzt. Chratzt niemand (sind also alle weg), und ist die Runde wieder beim Geber angelangt (der ebenfalls nicht chratzt), so deckt dieser eine neue Karte auf, die Trumpf ist.
Chratzt auch bei der dritten aufgedeckten Trumpfkarte niemand, so werden die Karte vom Geber neu gemischt und verteilt (dabei wird erneut ein Grundeinsatz jedes Spielers fällig – siehe unten: Pot). Dies wiederholt sich so lange, bis jemand chratzt.
Chratzt jemand, so beginnt bei ihm die Runde neu (alle anderen Spieler werden nochmals gefragt, auch wenn sie zuvor bereits weg gesagt haben). Nun gibt es nur noch die Möglichkeiten:
- metcho / dabei (mitkommen) oder
- weg / fort.

Wer mitkommt, muss einen Stich erzielen, wer weg ist, spielt in dieser Runde nicht mit (wer weg gesagt hat, ist weg – es gibt immer wieder Spieler, die, nachdem alle anderen auch weg sind, doch noch mitspielen wollen).
Es kann somit pro Runde nur jemanden geben, der chratzt. Mitkommen können beliebig viele Mitspieler, wobei natürlich das Risiko, seine Stiche nicht zu erzielen, mit jedem zusätzlichen Mitkommenden steigt.

## Karten tauschen
Diejenigen Spieler, die im Spiel verbleiben (also der Chratzer und diejenigen, die Mitkommen) haben die Möglichkeit vor Spielbeginn Karten zu tauschen (gegen den Stock, der beim Geber liegt). Dabei legt der Chratzende zuerst die Anzahl Karten ab, die er ausgetauscht haben möchte, anschliessend im Gegenuhrzeigersinn alle Mitkommenden. Wer alle 4 Karten tauscht, bekommt 5 neue, muss aber vor Spielbeginn eine der fünf verdeckt wieder ablegen (diese Karte ist somit aus dem Spiel).
Mit der Trumpf 6 kann zudem die vom Geber aufgedeckte Trumpfkarte ausgetauscht werden. Dies wird vorzugsweise vor Spielbeginn, aber nach Austausch der Karten gemacht, um den Gegnern nicht allzu viele Informationen vor ihrem Kartentausch offenzulegen.

## Spielweise
Ass ist die höchste Karte, 6 die tiefste. Die vom Geber aufgedeckte Farbe ist Trumpf – diese Farbe sticht somit alle anderen Farben. Im Gegensatz zu einem Trumpf beim Schweizer Schieber (siehe Jass), ist die Reihenfolge auch bei der Trumpffarbe vom Ass nach unten.
Der Chratzende eröffnet das Spiel. Farbe muss immer gespielt (beigegeben, auch bekennen) werden, es besteht also nicht die Möglichkeit, einen Stich abzustechen, solange man diese Farbe noch hat. Hat ein Spieler keine Karte der ausgespielte Farbe (mehr), so muss Trumpf gespielt werden (selbst wenn dies bedeutet, dass man sog. „untertrumpfen“ muss).

## Pot
Gespielt wird um einen Pot. In jeder Runde zahlt jeder Spieler einen gleichbleibenden Betrag ein (z. B. 20 Rappen), womit bei 5 Spielern vor Spielbeginn 1 Franken liegt. Um diesen Pot wird gespielt. Ist ein Spieler „weg“, so hat er in dieser Runde keine Möglichkeit, seinen Grundeinsatz zurückzugewinnen. Der „Chratzende“ muss 2 Stiche machen – erreicht er dies nicht, zahlt er das Doppelte des Pots sowie für den Grundeinsatz für die nächste Runde in den Pot ein (in vorliegendem Beispiel somit 2.20 Franken). Erreicht er seine 2 Stiche, so erhält er 2/3 des Pots, den restlichen 1/3 erhalten die Mitgekommenen, welche ihren Stich gemacht haben. Diejenigen Mitgekommenen, die ihren Stich nicht erreicht haben, zahlen den einfachen Pot zuzüglich Grundeinsatz ein (hier somit 1.20 Franken).
Erreicht nur ein Spieler seine Stiche, so erhält er den ganzen Pot.
Erreicht der Chratzende seine Stiche nicht, so wird der Pot zu gleichen Teilen unter den Mitgekommenen, die ihre Stiche erreicht haben, aufgeteilt.
Entstehen bei der Verteilung des Pots ungerade Beträge, so wird „immer“ zugunsten des Chratzenden auf 20 Rappen aufgerundet.
Der Pot wird jeweils zuerst ausbezahlt, anschliessend zahlen diejenigen Spieler, die ihre Stiche nicht erreicht haben, den geschuldeten Betrag ein (und die anderen Spieler den Grundeinsatz).

## „Blind“ chratzen
Blinde (Blinder) und blinde Blinde (blinder Blinder) können jeweils nur vom Gebenden angesagt werden. Beide Begriffe bedeuten, dass der Gebende chratzt, womit die anderen Mitspieler nur noch die Wahl zwischen metcho und weg haben. Da beide während des Ausgebens der Karten angesagt werden, haben die anderen Mitspieler keine Möglichkeit, zu chratzen (womit diese die einzigen Fälle wären, wo der Gebende nicht ganz zum Schluss mit Ansagen dran ist).
Ein Blinde wird vom Gebenden nach Aufdecken der Trumpfkarte, aber vor Betrachten seiner eigenen 4 Karten angesagt. Dabei chratzt der Gebende blind, bekommt dafür aber die aufgedeckte Trumpfkarte (diese kann ihm mit der Trumpf 6 nicht genommen werden). Sinnvoll ist ein Blinde vor allem dann, wenn ein As liegt, da man somit bereits einen sicheren Stich besitzt.
Ein blinde Blinde muss vor Aufdecken der Trumpfkarte angesagt werden. Der Gebende bekommt dafür die aufgedeckte Trumpfkarte und mit den letzten 2 Karten eine dritte dazu. Auch hier kann ihm die aufgedeckte Trumpfkarte nicht mit der Trumpf 6 genommen werden. Wirklich sinnvoll ist ein blinde Blinde eigentlich nicht, es beweist mehr die Risikofreudigkeit des Gebenden.
Beim allfälligen Tauschen der Karten, darf immer nur auf 4 Karten aufgefüllt werden. Ausser der Spieler legt alle nieder, so bekommt er 5 (sollte also beim blinde Blinde der Gebende 6 Karten niederlegen, so bekommt er trotzdem nur 5 – resp. wenn er 4 seiner 6 Karten niederlegt, so bekommt er nur 2 neue).

## Strategie
Auch ohne 2 sichere Stiche auf der Hand kann (und wird) gechratzt, da es immer noch die Möglichkeit des Kartentausches gibt. Ob man chratzt, hängt dabei von verschiedenen Faktoren ab, wie z. B. der Qualität des Blattes, der Höhe des Pots, und wann ein Spieler mit Ansagen (chratze, weg) an der Reihe ist. Als letzter ist es einfacher anzusagen, da man bereits weiss, ob die Mitspieler selber chratzen wollen.

### Aus Sicht des Chratzenden
Auch wenn man keine 2 sicheren Stiche hat, kann man 2 Stiche erzielen. Beliebt ist es, das Spiel bei unsicheren Karten nicht mit Trumpf zu eröffnen, in der Hoffnung, dass die Mitkommenden diese Farbe nicht haben und somit einen Trumpf verlieren. Hat ein Mitkommender den ersten Stich mit Trumpf abgestochen, so versucht der Chratzende, mit einem tiefen Trumpf das Spiel wieder an sich zu nehmen, um anschliessend mit seiner hohen Trumpfkarte den seinen zweiten Stich zu erzielen.

### Aus Sicht des Mitkommenden
Selbst mit nur einer tieferen Trumpfkarte kann mitgekommen werden, da beim Kartentausch zusätzlich Trümpfe aufgenommen werden könnten. Asse werden auch von anderen Farben normalerweise behalten, in der Hoffnung, dass diese Farbe angespielt wird.

## Susi-Regel
Diese Zusatzregel versucht zu verhindern, dass niemand mitkommt, obwohl jemand chratzt, und somit der ganze Pot kampflos an den Chratzenden geht, wodurch die nächste Runde wieder nur mit Grundeinsatz bestritten wird.
Kommt niemand mit, so ist es am letzten Spieler der Runde, sich „zu opfern“. Tut er dies nicht, so darf er von den anderen Spielern als „Susi“ beschimpft werden.

## Verschiedenes
Das Chratzen scheint dem bayrischen Kartenspiel Zwicken ähnlich.
Um die Aufteilung des Pots etwas zu erleichtern, kann zur Hilfe das Programm 'iChratze' gleichzeitig verwendet werden (Freeware).
Download auf: www.kronenberg.aero/it